# Світність астрономічних об'єктів
Світність астрономічних об'єктів — кількість енергії, яка випромінюється астрономічним об'єктом (зорею, галактикою тощо) за одиницю часу. Вимірюється або в абсолютних одиницях (SI — Ват, СГС — ерг/с), або у відносних, наприклад, у світностях Сонця (L☉=3,86× 1026 Ват).
Світність зорі (L) пов'язана з її радіусом (R) та ефективною температурою (T):
{\displaystyle L=4\pi R^{2}\sigma T^{4}}
де σ — стала випромінювання.
Світність не залежить від відстані до зорі; від відстані залежить лише видима зоряна величина. З абсолютною зоряною величиною (M) світність пов'язана таким співвідношенням:
{\displaystyle M=4,77-2,51\lg L}
де L — світність в одиницях світності Сонця.
Світність — одна з найважливіших характеристик зір, яка надає змогу порівнювати між собою різні їх типи на діаграмах «спектр — світність», «маса — світність».